# Alive Tour
Alive Tour fue la tercera gira musical de la cantante y compositora británica Jessie J, hecha para promover sus dos primeros álbumes de estudio, Who You Are y Alive.

## Antecedentes
El 21 de mayo de 2012, la cantante anunció en su cuenta de Twitter que el nombre de la gira era Nice To Meet You Tour, al publicar que: «¡Se llama 'Nice to meet you tour' y será BUENO! :) No puedo esperar para enseñarles este tour. ¡Lo he estado trabajando durante meses! ¡BOOOOM!». Luego, en una entrevista con BBC, comentó que la gira sería «épica» y agregó que:

«Quiero que todos me conozcan y no solo me vean cantar todas las canciones para luego irse. Quiero que sea un poco más que eso [...] Es por esto que los artistas hacen música, para irse de gira. Va a ser épica».

El 14 de diciembre de 2012, la intérprete anunció la cancelación de la gira debido a que quería un poco más de tiempo para trabajar en las nuevas canciones de su disco. También explicó a los seguidores que compraron las entradas que estaba «verdaderamente arrepentida», pero prometió que la gira sería más grande y mejor que sus anteriores. Sin embargo, todas las fechas vigentes solo fueron pospuestas para mediados de octubre del 2013 y la presentación del SECC fue cambiada por la de la Hydro Arena. A pesar de que originalmente la gira se llamaría Nice To Meet You Tour, la cantante anunció el 4 de septiembre a través de Twitter que el nombre había sido cambiado a Alive Tour.

## Recibimiento comercial
Desde que se anunciaron las fechas, la gira contó con una alta demanda de entradas. Todas las entradas para las fechas de Nottingham, Brighton, Mánchester, Sheffield, Liverpool, Cardiff, Bournemouth, Londres, Gales, Aberdeen, Dublín y Nottingham se agotaron. Debido a su recepción positiva, se añadieron más fechas para Nottingham, Mánchester y Londres. Entre algunos teloneros se subieron al escenario las Neon Jungle.

## Conciertos

### Fechas de la gira
| Fecha                   | Ciudad              | País        | Lugar                            |
| ----------------------- | ------------------- | ----------- | -------------------------------- |
| África                  |                     |             |                                  |
| 25 de mayo de 2013      | Rabat               | Marruecos   | OLM Souissi                      |
| Europa                  |                     |             |                                  |
| 15 de octubre de 2013   | Belfast             | Irlanda     | Odyssey Arena                    |
| 16 de octubre de 2013   | Dublín              | Irlanda     | The O2                           |
| 18 de octubre de 2013   | Birmingham          | Reino Unido | LG Arena                         |
| 19 de octubre de 2013   | Sheffield           | Reino Unido | Motorpoint Arena Sheffield       |
| 21 de octubre de 2013   | Aberdeen            | Reino Unido | AECC                             |
| 22 de octubre de 2013   | Glasgow             | Reino Unido | Hydro Arena                      |
| 24 de octubre de 2013   | Nottingham          | Reino Unido | Capital FM Arena                 |
| 25 de octubre de 2013   | Nottingham          | Reino Unido | Capital FM Arena                 |
| 26 de octubre de 2013   | Newcastle upon Tyne | Reino Unido | Metro Radio Arena                |
| 29 de octubre de 2013   | Londres             | Reino Unido | The O2 Arena                     |
| 30 de octubre de 2013   | Londres             | Reino Unido | The O2 Arena                     |
| 1 de noviembre de 2013  | Mánchester          | Reino Unido | Manchester Evening News Arena    |
| 2 de noviembre de 2013  | Mánchester          | Reino Unido | Manchester Evening News Arena    |
| 4 de noviembre de 2013  | Liverpool           | Reino Unido | Liverpool Echo Arena             |
| 6 de noviembre de 2013  | Brighton            | Reino Unido | Brighton Centre                  |
| 10 de noviembre de 2013 | Bournemouth         | Reino Unido | Bournemouth International Centre |
| 11 de noviembre de 2013 | Cardiff             | Reino Unido | Motorpoint Arena Cardiff         |
| 31 de mayo de 2014      | Madrid              | España      | Palacio de Vistalegre            |
| 1 de junio de 2014      | Lisboa              | Portugal    | Rock In Rio Lisboa               |

### Fechas canceladas
| 26 de febrero de 2013                                                                                           | Nottingham          | Reino Unido | Capital FM Arena              | [ 8 ] |
| 27 de febrero de 2013                                                                                           | Brighton            | Reino Unido | Brighton Centre               | [ 8 ] |
| 1 de marzo de 2013                                                                                              | Birmingham          | Reino Unido | LG Arena                      | [ 8 ] |
| 2 de marzo de 2013                                                                                              | Mánchester          | Reino Unido | Manchester Evening News Arena | [ 8 ] |
| 3 de marzo de 2013                                                                                              | Sheffield           | Reino Unido | Motorpoint Arena Sheffield    | [ 8 ] |
| 5 de marzo de 2013                                                                                              | Liverpool           | Reino Unido | Liverpool Echo Arena          | [ 8 ] |
| 6 de marzo de 2013                                                                                              | Cardiff             | Reino Unido | Motorpoint Arena Cardiff      | [ 8 ] |
| 7 de marzo de 2013                                                                                              | Bournemouth         | Reino Unido | Motorpoint Arena Sheffield    | [ 8 ] |
| 9 de marzo de 2013                                                                                              | Londres             | Reino Unido | The O2 Arena                  | [ 8 ] |
| 10 de marzo de 2013                                                                                             | Londres             | Reino Unido | The O2 Arena                  | [ 8 ] |
| 12 de marzo de 2013                                                                                             | Newcastle upon Tyne | Reino Unido | Metro Radio Arena             | [ 8 ] |
| 14 de marzo de 2013                                                                                             | Gales               | Reino Unido | SECC                          | [ 8 ] |
| 15 de marzo de 2013                                                                                             | Aberdeen            | Reino Unido | AECC                          | [ 8 ] |
| 17 de marzo de 2013                                                                                             | Belfast             | Reino Unido | Odyssey Arena                 | [ 8 ] |
| 18 de marzo de 2013                                                                                             | Dublín              | Irlanda     | The O2                        | [ 8 ] |
| 20 de marzo de 2013                                                                                             | Mánchester          | Reino Unido | Manchester Evening News Arena | [ 8 ] |
| 21 de marzo de 2013                                                                                             | Nottingham          | Reino Unido | Capital FM Arena              | [ 8 ] |
| La cancelación de todas las fechas se debió a que la cantante quería más tiempo para preparar su segundo disco. |                     |             |                               |       |